# Monte Vender
Il Monte Vender è una montagna delle Prealpi Bresciane e Gardesane alta 1.504 m. Sovrasta i borghi delle Ville del monte, nel comune di Tenno, ed è parte integrante del gruppo delle Pichee.

## Morfologia
Formato da due cime di ugual altezza, il monte Vender è quasi completamente ricoperto di faggi e roverelle. Sulle due vette spaziano due piccoli pascoli su cui sorgono la malga Vender di sotto (1490 m). e la malga Vender di sopra (1495 m).